# Австралийско-украинские отношения
Австралийско-украинские отношения — двусторонние дипломатические отношения между Австралией и Украиной.

## История
26 декабря 1991 года Австралия заявила о признании всех государств-учредителей СНГ. Дипломатические отношения между Украиной и Австралией были установлены 10 января 1992 года путём обмена нотами между МИД Украины и посольством Австралии в России. С сентября 1992 года в Киеве действовало почётное консульство Австралии. С 1993 года в Австралии действовало почётное консульство Украины в Мельбурне. Посольство Украины в Австралии было открыто 14 апреля 2003 года. К январю 2015 года посольство Австралии в Польше представляло интересы страны и на Украине. В феврале 2015 году в Киеве было открыто посольство Австралии на Украине.

## Хронология
- В ноябре 1992 года состоялся официальный визит в Австралию парламентской делегации во главе с председателем Верховной рады;
- В июне-июле 2004 года состоялся официальный визит на Украину парламентской делегации Австралии во главе со спикером Палаты представителей парламента;
- В марте 2012 года состоялся визит специального посланника премьер-министра Австралии на Украину;
- Двусторонние встречи министров иностранных дел Украины и Австралии в рамках участия в работе 47-й сессии ГА ООН (сентябрь 1992 года), 52-й сессии ГА ООН (октябрь 1997 года), 54-й сессии ГА ООН (сентябрь 1999), 58 -й сессии ГА ООН (сентябрь 2003 года), Лондонской конференции по Афганистану (январь 2010 года), в штаб-квартире ООН в Нью-Йорке (май 2010 года), Мюнхенской конференции по вопросам политики безопасности (февраль 2011 года), Совета министров ОБСЕ в Вильнюсе (декабрь 2011 года);
- 22 июля — 10 августа и 12-14 августа 2014 года — рабочие визиты А. Хьюстона, специального посланника премьер-министра Австралии по расследованию катастрофы Boeing 777 в Донецкой области;
- 24-25 июля и 27 июля — 1 августа 2014 года — рабочие визиты на Украину министра иностранных дел Австралии Джули Бишоп;
- 10-12 декабря 2014 года государственный визит президента Украины Петра Порошенко в Австралию;
- В июле 2012 года правительство Австралии совершило вклад в Новый безопасный конфайнмент ЕБРР в размере 1 млн евро по итогам участия в 2011 году в Киевском саммите по вопросам безопасного и инновационного использования ядерной энергии;
- 15 мая 2014 года создана парламентская группа Австралия — Украина в парламенте Австралии под лозунгом «В поддержку демократии на Украине». В её состав входит 27 депутатов парламента Австралии[1].

## Табачный спор
В 2012 году Украина начала спор с Австралией в рамках Всемирной торговой организации (ВТО) о принятии последней законодательства о унифицированное упаковки табачных изделий, которое предусматривает одинаковый вид пачек сигарет различных производителей. По оценкам торговых дипломатов и юристов, данное решение было направлено не на защиту украинских производителей, а было принято ради одной из транснациональных табачных компаний. 28 мая 2015 года Минэкономразвития Украины направило в ВТО уведомление о прекращении участия в рассмотрении данного спора, так как украинские производители не экспортируют табачные изделия в Австралию. 4 июня 2015 года Минэкономразвития Украины окончательно сообщило о прекращении спора с Австралией по унифицированного упаковки табачных изделий. Такое решение было принято после детального изучения обстоятельств жалобы Украины на Австралию в рамках Всемирной торговой организации (ВТО) и общения с ключевыми заинтересованными сторонами.